# Carolin Mylord

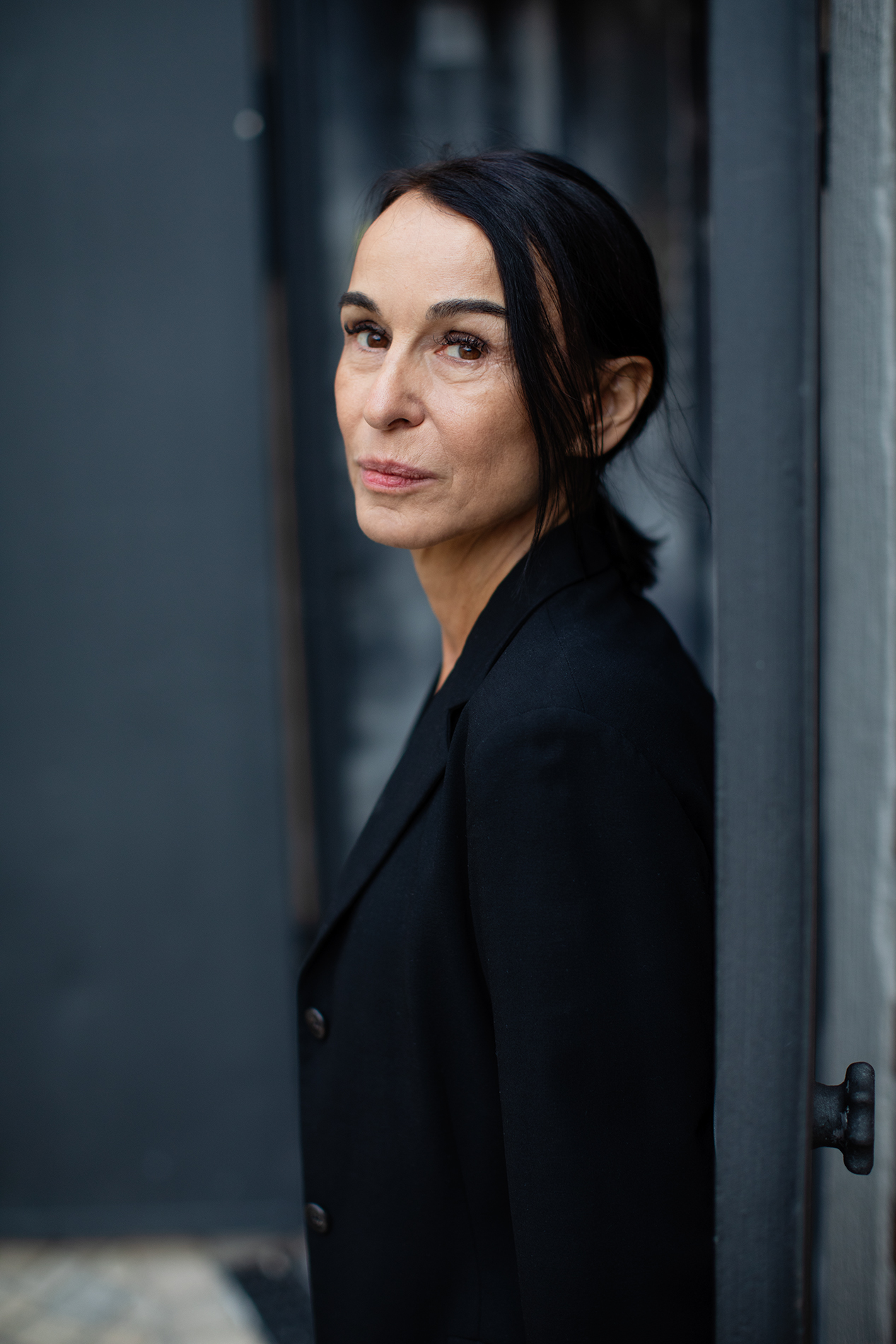
Carolin Mylord (2022)

Carolin Mylord (* 13. Januar 1961 in Essen) ist eine deutsche Schauspielerin und Regisseurin.

## Leben
Carolin Mylords Bühnenlaufbahn begann im Alter von 17 Jahren am Theater im Pott in Oberhausen. Sie absolvierte eine Ausbildung als Tänzerin zunächst an der Folkwang Hochschule in Essen und an der Academie de Danse in Paris. Danach arbeitete sie als Tänzerin und Choreographin an verschiedenen Bühnen in München, Frankfurt und Italien. Im Alter von 24 Jahren hörte sie mit dem Tänzerberuf auf und begann eine Sprechausbildung bei Manfred Andrae und Gerd Kaminski am Deutschen Schauspielhaus Hamburg. Es folgten drei Jahre Festengagement am DSH. Parallel arbeitete Mylord als Regisseurin/Autorin in der Kampnagelfabrik in Hamburg mit einer Gruppe von Schauspielern und Musikern zusammen. Von 1993 bis 2000 spielte Mylord an der Volksbühne am Rosa-Luxemburg-Platz in Berlin als Gast, so wie auch am Deutschen Schauspielhaus, am Maxim Gorki Theater, am Schauspiel Hannover und der Komischen Oper Berlin. Mylord inszenierte 1988 und 1989 in der Kampnagelfabrik Hamburg, 1997 im Prater der Volksbühne Berlin und 2004 am Theater Meiningen. 2002/2003 und 2008/2009 hielt sich Carolin Mylord zwecks Studiums für zwei Jahre in Havanna auf. 2010/2011 arbeitete Carolin Mylord wieder als Regisseurin und Schauspielerin an der Volksbühne am Rosa-Luxemburg-Platz, 2010 bis 2012 studierte sie am Filmhaus Babelsberg und am Institut für Schauspiel, Film- und Fernsehberufe (ISFF) mit Abschluss als Fiction-Producer und Regieassistenz/Aufnahmeleitung. Sie lebt mit ihren beiden Kindern in Berlin.

## Werk
Theater, Darstellerin
- Peter und der Wolf//Prokofiev, Theater im Pott (TIP) Oberhausen, Regie: Ernst Klusen
- Riesen vom Berge//Pirandello, Münchner Kammerspiele, Regie: Ernst Wendt
- Ich höre auf zu träumen//Birgitta Trommler, Tanzprojekt München, Regie: Birgitta Trommler
- Der gelbe Klang//Kandinsky, Tanzprojekt München, Regie: Birgitta Trommler
- Im Wandel der Zeiten//Harald Weiss, Frankfurt Alte Oper, Regie: Harald Weiss
- Arche//Harald Weiss, Frankfurt Alte Oper, Regie: Harald Weiss
- Maskenball//Harald Weiss, Ballhaus Naunynstraße Berlin, Regie: Harald Weiss
- Bye bye Show-bizz//Jérôme Savary, Schauspiel Hannover, Regie: Jérôme Savary
- Penthesilea// Kleist, Deutsches Schauspielhaus Hamburg, Regie: Gerd Kaminsky
- Le Troiane/Les Troyennes//Euripides, Teatro de Gibellina (Sizilien), Hamburg Kampnagel, Mailand, Brüssel, Regie: Thierry Salmon, Komposition: * Giovanna Marini
- Bau der chinesischen Mauer//Kafka, Festival de Teatro Ancona (Italien), Kampnagel Hamburg, Regie: Giorgio Barberio Corsetti
- Mariana Pineda//Lorca, Freies Theater München/Alabama Halle, Alabama-Depot, Regie: Gerd Kaminsky
- Hamlet//Shakespeare, Deutsches Schauspielhaus Hamburg, Regie: Michael Bogdanov
- Reineke Fuchs//Goethe, Deutsches Schauspielhaus Hamburg, Regie: Michael Bogdanov
- Road//Cartwright, Deutsches Schauspielhaus Hamburg in der Kampnagelfabrik, Regie: Peter Kühn
- Stella//Goethe, Deutsches Schauspielhaus Hamburg, Regie: Frank Castorf
- Romeo und Julia//Shakespeare, Deutsches Schauspielhaus Hamburg, Regie: Michael Bogdanov
- Sturm//Shakespeare, Deutsches Schauspielhaus Hamburg, Regie: Michael Bogdanov
- Benn-Abend//Gottfried Benn, Volksbühne Berlin, Regie: Andreas Kriegenburg
- Hochzeitsreise//Vladimir Sorokin, Volksbühne Berlin/Prater, Regie: Frank Castorf
- Raststätte oder sie machen es alle//Jelinek, Deutsches Schauspielhaus Hamburg, Regie: Frank Castorf
- Sabotage//Theatre Grand Guignol/Praterspektakel, Volksbühne Berlin, Regie: Frank Castorf
- Ein Monat in Dachau// Vladimir Sorokin und Martin Kippenberger ist nicht tot//Fritz Kater, Volksbühne Berlin/Prater (Berlin), Regie: Armin Petras
- Kalldewey/Farce//Botho Strauss, Maxim-Gorki-Theater, Regie: Mark Zurmühle
- Henry IV//Shakespeare, Volksbühne Berlin / Prater (Berlin), Regie: Gabriele Gysi
- Pudelträume//Lubricat, Sophiensaele Berlin, Regie: Dirk Cieslak
- Warten auf Godot//Beckett, Junges Theater Göttingen / Theater Basel, Regie: Sebastian Hartmann
- Richard III//Shakespeare, Schauspiel Hannover, Regie: Sebastian Baumgarten (2005)
- Orest//Händel, Komische Oper Berlin, Regie: Sebastian Baumgarten (2006)
- Der kleine Muck ganz unten//Schorsch Kamerun, Volksbühne Berlin, Regie: Schorsch Kamerun (2007)
- MEAT//Thomas Bo Nilsson/Ensemble, Schaubühne am Lehniner Platz, Regie: Thomas Bo Nilsson SIGNA  (2014)

Theater, Regie
- 1985: Antigone//Sophokles, Städtische Bühnen Bielefeld, Regie: Harald Weiss Choreographie: Mylord
- 1988: Aria//Else Lasker-Schüler, Kampnagel Hamburg
- 1989: taumeln //Peter Handke, Regie und Bearbeitung: Mylord, Kampnagel Hamburg
- 1997: Das tägliche Leben//Marguerite Duras, Volksbühne am Rosa Luxemburgplatz/Prater
- 2004: We are camera/Jasonmaterial//Fritz Kater, Theater Meiningen
- 2008: El Perro Cubano, Una Telenovela, Regie und Autorin: Carolin Mylord/Andreas Deinert, Bühne: Gabriel Hermida, Textfassung: Mylord
- 2011: Kuba Beach-Auch Reiche müssen weinen// Regie und Autorin: Carolin Mylord, Kamera: Andreas Deinert, Bühne: Edwin Bustamante
- 2015: Verbrennungen//Wajdi Mouawad, Regie: Carolin Mylord, Volksbühne Berlin

Film, Schauspielerin
- 1983: Endstation, Regie: Harald Weiss
- 1988: Ballhaus Barmbek, Regie: Christel Buschmann
- 1999: Kopfsprung, Regie: Thomas Schildberg
- 2000: Die Farbe Rot, Regie: Simone Bergmann
- 2012: Tödliche Spülung, Regie: Schrutek/Penna
- 2015: Moneyca, Regie: Rosa Mylord